# زايد الحارثي
زايد الحارثي (مواليد 29 يونيو 2000) لاعب كرة قدم إماراتي يلعب في مركز الظهير الأيمن.

## مسيرة اللاعب
لعب في نادي الوحدة ونادي العين.